# Маслаков, Иван Васильевич
Иван Васильевич Маслаков (1921—1945) — сержант Рабоче-крестьянской Красной Армии, участник Великой Отечественной войны, Герой Советского Союза (1945).

## Биография
Иван Маслаков родился 15 февраля 1921 года в деревне Кураково (ныне — Белёвский район Тульской области). После окончания семи классов школы работал сначала в сельском совете, позднее переехал в Белёв. В 1942 году Маслаков был призван на службу в Рабоче-крестьянскую Красную Армию. С февраля того же года — на фронтах Великой Отечественной войны.
К сентябрю 1944 года красноармеец Иван Маслаков был стрелком 1203-го стрелкового полка 354-й стрелковой дивизии 65-й армии 1-го Белорусского фронта. Отличился во время форсирования Нарева. 5 сентября 1944 года Маслаков одним из первых переправился через реку в районе местечка Погожелец в 8 километрах к северу от Сероцка и принял активное участие в боях за захват и удержание плацдарма на её западном берегу, лично уничтожив вражеский пулемёт. 6 сентября 1944 года в бою получил ранение, но продолжал сражаться. Скончался от полученных ранений 18 марта 1945 года. Похоронен в Торуни.
Указом Президиума Верховного Совета СССР от 24 марта 1945 года красноармеец Иван Маслаков посмертно был удостоен высокого звания Героя Советского Союза. Также был награждён орденом Ленина и медалью.